# Niente mezze misure
Niente mezze misure (Full Measures)  è il tredicesimo episodio della terza stagione della serie televisiva poliziesca americana Breaking Bad e il trentatreesimo episodio complessivo della serie. È stato scritto e diretto dal creatore e produttore esecutivo della serie Vince Gilligan.
"Niente mezze misure" è stato originariamente trasmesso su AMC negli Stati Uniti e in Canada il 13 giugno 2010.

## Trama
In un flashback del 1993, a Walter e Skyler White, incinta di Walter Jr., viene mostrata da un agente immobiliare la casa dove alla fine vivranno. Walt, che allora lavora presso il prestigioso Sandia Laboratory, immagina un futuro luminoso con tre figli e teme che non stiano puntando abbastanza in alto con la "casa iniziale".
Nel presente, dopo che Jesse Pinkman è fuggito, Walt incontra Gus Fring e Mike Ehrmantraut per negoziare per la sua sicurezza e quella di Jesse. Walt supplica Gus di tollerare l'incidente, di lasciarlo tornare a cucinare e di accettare di dimenticare Jesse. Gus accetta ma informa Walt che sceglierà il sostituto di Jesse.
Il giorno successivo, Walt arriva al laboratorio e scopre che Gale Boetticher è stato reintegrato come suo partner, e Victor ora li supervisiona costantemente. Quella sera, Gus fa visita a Gale nel suo appartamento e lo informa del cancro di Walt. Gus dice a Gale che deve imparare il metodo di Walt per prepararsi allo "scenario peggiore".
Mike chiede la posizione di Jesse a Saul Goodman, che si rifiuta di collaborare. Quando Mike lo minaccia fisicamente, Saul permette a Mike di guardare un taccuino contenente un indirizzo falso di un parcheggio per roulotte in Virginia. Più tardi, Walt e Saul incontrano Jesse, che si nasconde in una sala giochi laser tag locale. Walt informa Jesse della sua situazione e spiega che quando Gale sarà abbastanza sicuro da prendere il comando, verranno eliminati. Decidono che devono uccidere Gale e discutono su chi dovrebbe farlo. Dopo che Jesse dice che non è un assassino, Walt dice che farà il lavoro e Jesse deve solo trovare l'indirizzo di Gale. Più tardi quella sera, Jesse chiama Walt e gli dice l'indirizzo.
Mentre Walt sta lasciando la sua casa per uccidere Gale, Victor arriva e afferma che c'è una perdita chimica nel laboratorio. Walt sospetta un complotto ma è costretto ad andare con Victor. All'arrivo alla lavanderia, Walt vede Mike, confermando i suoi sospetti. Implorando per la sua vita, Walt si offre di dare loro Jesse. Mike chiede dove si trova Jesse, ma Walt dice che deve chiamarlo e fissare un incontro. Quando Jesse risponde alla chiamata, Walt dice a Jesse di uccidere Gale prima che Victor e Mike possano strappargli il telefono. Quando Walt cita loro l'indirizzo di Gale, si rendono conto di cosa ha detto a Jesse di fare. Victor se ne va in fretta; Mike rimane con Walt e tenta di avvertire Gale, ma Gale non si accorge che il suo telefono squilla. Jesse arriva all'appartamento di Gale e gli punta una pistola. Gale implora per la sua vita, ma Jesse, in lacrime e tremante, con riluttanza preme il grilletto.

## Produzione
L'episodio termina con Jesse che punta una pistola su Gale e spara direttamente sullo schermo, con la morte di Gale non visibilmente rivelata sullo schermo. Ciò ha portato ad un'ampia speculazione tra fan e revisori sul fatto che Jesse non abbia effettivamente ucciso Gale, ma piuttosto abbia mirato lontano da lui e abbia sparato con la pistola. Tuttavia, Gilligan ha detto che non ha mai voluto che quella scena fosse un cliffhanger e ha pensato che trasmettesse chiaramente che Gale era morto.

## Ricezione
Alla prima messa in onda, l'episodio è stato visto da 1,56 milioni di telespettatori americani e ha ottenuto un punteggio di 18-49/condivisione di 0,7/2.
Bryan Cranston ha vinto il suo terzo Primetime Emmy Award consecutivo come miglior attore protagonista in una serie drammatica per la sua interpretazione in questo episodio.
Tim Goodman del San Francisco Chronicle ha elogiato lo sviluppo del personaggio della stagione, descrivendo il finale come "un punto esclamativo sul tormentato viaggio di Jesse". Maureen Ryan del Chicago Tribune credeva che l'episodio "azione mista con personaggio battesse bene". Donna Bowman di The A.V. Club ha affermato che l'episodio "dovrebbe consolidare questa stagione di Breaking Bad come uno dei migliori risultati drammatici della televisione". Seth Amitin di IGN ha dato all'episodio un 9, dicendo che "[non] è stato il miglior episodio di questa stagione, ma è stato comunque buono e abbiamo avuto modo di conoscere meglio il resto dei giocatori".
Il finale dell'episodio (e della stagione), in cui Jesse Pinkman spara esitante a Gale a bruciapelo, è stato acclamato dalla critica. Stephen Lagioia, scrivendo per Screen Rant, ha detto che il momento è stato fondamentale per lo sviluppo del personaggio di Jesse, definendo la scena "un momento piuttosto cupo e inquietante". Definita come una delle morti più tristi e scioccanti della serie da vari critici, Amanda Harding ha detto che la morte di Gale è stata un punto di svolta nella relazione tra Jesse e Walter e ha anche detto che il finale ha ulteriormente spinto Walter a diventare il suo personaggio più oscuro, Heisenberg.
Nel 2019 The Ringer ha classificato "Niente mezze misure" come il secondo migliore dei 62 episodi totali di Breaking Bad.